# HD 159877
HD 159877，又名BD-15 4622，SAO 160701、HR 6562，是一颗恒星，视星等为5.94，位于銀經10.46，銀緯8.57，其B1900.0坐标为赤經17h 31m 51.9s，赤緯-15° 8.57′ 35″。